# Плевен (стадион)
Вижте пояснителната страница за други значения на Плевен.
Стадион „Плевен“ (по-известен със старото си наименование Слави Алексиев) се намира на ул. „Цар Самуил“ в Плевен. Построен през 1952 г. Използва се от футболния и спортния клуб Спартак (Плевен).

## Технически данни
- Капацитет: 25 000 зрители (седящи места) и над 10 000 правостоящи, но са лицензирани само 3040 места в сектор „А“.
- Журналистическа ложа: 120 места
- Размери на терена: --- m x -- m
- Осветление: няма